# Sarankhola
Sarankhola è un sottodistretto (upazila) del Bangladesh situato nel distretto di Bagerhat, divisione di Khulna. Si estende su una superficie di 756,61 km² e conta una popolazione di 107.856 abitanti (dato censimento 1991).